# The Passage (1979)
The Passage is een Britse oorlogsfilm uit 1979 onder regie van J. Lee Thompson.

## Verhaal
Tijdens de oorlog helpt een Baskische boer op verzoek van het Franse verzet een hoogleraar scheikunde en diens gezin de Pyreneeën over te steken. Ze worden achternagezeten door de Duitse kapitein Von Berkow.

## Rolverdeling
| Acteur           | Personage              |
| ---------------- | ---------------------- |
| Anthony Quinn    | De Bask                |
| James Mason      | Professor John Bergson |
| Malcolm McDowell | Kapitein Von Berkow    |
| Patricia Neal    | Ariel Bergson          |
| Kay Lenz         | Leah Bergson           |
| Christopher Lee  | De zigeuner            |
| Paul Clemens     | Paul Bergson           |
| Robert Rhys      | De zigeunerzoon        |
| Marcel Bozzuffi  | Perea                  |
| Michael Lonsdale | Alain Renoudot         |
| Peter Arne       | Gids                   |
| Neville Jason    | Luitenant Reinke       |
| Robert Brown     | Majoor                 |
| Rose Alba        | Mevrouw Alba           |